# 春風亭一之輔
春風亭 一之輔（しゅんぷうてい いちのすけ、1978年〈昭和53年〉1月28日 - ）は、日本の落語家。落語協会所属。千葉県野田市出身。出囃子は『さつまさ』。紋は『中陰光琳蔦』。血液型A型。日本テレビ系列『笑点』大喜利メンバー。身長171.5cm。

## 経歴
- 1984年4月 - 野田市立中央小学校に入学。部活動の落語クラブに入り、6年生を送る会で全校児童1200人の前で「弥次郎」を演じた[2]。
- 1990年4月 - 野田市立第二中学校に入学。
- 1993年4月 - 埼玉県立春日部高等学校入学。三遊亭楽生は高校の同期。
- 1996年3月 - 同高校卒業。浪人生となり、この間駿台予備学校柏校に通う[3]。
- 1997年4月 - 一浪後、日本大学芸術学部放送学科入学。落語研究会（日本大学芸術学部落語研究会）[4] に所属する[5]。高座名は疎害亭寝愚僧（そがいていねぐそう）。柳家わさびは同サークルの後輩。
- 2001年3月 - 同大卒業。
- 2001年5月 - 春風亭一朝に入門。
- 2001年7月 - 前座となり、「朝左久」と名乗る。
- 2004年11月 - 二つ目に昇進し、「一之輔」と改名。
- 2005年5月 - 第10回岡本マキ賞受賞。
- 2008年10月 - 2008年度第4回東西若手落語家コンペティション優勝[6]。
- 2009年2月 - 第19回北とぴあ若手落語家競演会北とぴあ大賞受賞。
- 2010年8月 - 第2回前橋若手落語家選手権優勝。
- 2010年10月 - NHK新人演芸大賞落語部門大賞受賞。
- 2010年12月 - 文化庁芸術祭大衆芸能部門新人賞受賞。
- 2012年3月 - 21人抜きの抜擢で真打昇進。
- 2012年4月 - 平成23年度国立演芸場花形演芸大賞受賞。
- 2013年4月 - 平成24年度国立演芸場花形演芸大賞受賞。
- 2015年11月 - 第32回浅草芸能大賞新人賞受賞。
- 2016年3月 - 平成27年度彩の国落語大賞受賞。
- 2019年7月 - ワタナベエンターテインメント所属。
- 2020年4月21日-30日 - この間に鈴本演芸場夜の部でトリを務める予定だったが、新型コロナウイルス感染症対策にかかわる政府の緊急事態宣言発令をうけ休館となったため、高座に上がる予定だった時間帯の20:10〜21:00にらくごカフェ（東京・神保町）で無観客高座をYouTube「春風亭一之輔チャンネル」から無料で生配信。連日1万人以上が視聴、最終日には鈴本演芸場からの配信となり、アーカイブを含めて総視聴回数は100万回を超えた。演目は初日から「団子屋政談」「粗忽の釘」「百川」「千早ふる」「青菜」「らくだ」「笠碁」「鰻の幇間」「お見立て」「花見の仇討」[7]。
- 2020年5月21日-30日 - この間に浅草演芸ホール夜の部でトリを務める予定だったものの、4月の鈴本演芸場と同じく緊急事態宣言の延長で休館となったことをうけ、再度らくごカフェからYouTubeで生配信を行う[8]。今回は色物ゲストを迎え、最終日には浅草演芸ホールからの中継となった。

| 日付    | 演目         | ゲスト                                     |
| ------- | ------------ | ------------------------------------------ |
| 5月21日 | あくび指南   | 林家正楽                                   |
| 5月22日 | 天狗裁き     | 江戸家小猫                                 |
| 5月23日 | 猫の災難     | 柳家小菊                                   |
| 5月24日 | 短命         | 三増紋之助                                 |
| 5月25日 | 蛙茶番       | アサダ二世（＆アサダ五世（三遊亭ふう丈）） |
| 5月26日 | 夢見の八兵衛 | ロケット団                                 |
| 5月27日 | 普段の袴     | のだゆき                                   |
| 5月28日 | 意地くらべ   | 林家二楽・林家八楽                         |
| 5月29日 | 加賀の千代   | 立花家橘之助                               |
| 5月30日 | 明烏         | 鏡味仙三郎社中                             |

- 2023年2月5日 - 日本テレビ『笑点』大喜利で、前年9月30日に死去した六代目三遊亭円楽の後任となる新メンバーに起用された[9]。
- 2023年4月30日 - 色紋付が濃紺色に決定し、この日の放送回から着用となった。
- 2023年11月 - 第40回浅草芸能大賞奨励賞[10]。

## 芸歴
- 2001年
  - 5月 - 春風亭一朝に入門。
  - 7月 - 前座となる、前座名「朝左久」。
- 2004年11月 - 二ツ目昇進、「一之輔」と改名。
- 2012年3月 - 真打昇進。

## 人物・芸風
- 生家は、父（キッコーマン勤務[11]）、母、12歳年上・10歳年上・7歳年上の三人の姉がいる[2]。
- 2004年に結婚[11]、二男と一女の父。妻は、一之輔が日本大学落語研究会在学時に歌舞伎・舞踊研究会の部長だった[2]。
- 舞台やテレビに出演する際はメガネを掛けていないが、視力が悪い為、普段からメガネを常用している。テレビ番組のロケの際、メガネを掛けてロケに行く事もある。
- 200を超える持ちネタがあり、滑稽噺から人情噺まで広く古典落語を演じる落語家。独自のくすぐりや現代的なギャグを盛り込むなど、随所に創意工夫を織り込んだ独創的な高座が特徴。また熊さん八つぁんや隠居など、古典落語の登場人物のキャラクター設定を今風に変えるなど、現代の人にもとっつきやすい落語を演じることで知られる。
- 当代きっての人気を誇り年間900席もの高座をこなすなど、寄席、ホール落語問わず精力的に活動している[12]。
- 2013年から毎年、全国のホールでの落語会ツアー「らくご DE 全国ツアー〜春風亭一之輔のドッサりまわるぜ」を行っている。
- 前座名は『小いち』、『朝枝』、『朝左久』から一之輔本人が選んだ。
- 中高校生時代から深夜ラジオ番組『オールナイトニッポン』（ニッポン放送）を愛聴していた。特に1990年代に2部を担当していた古内東子、平松愛理、加藤いづみ、橘いずみら女性ミュージシャンの番組を好んで聴いていた。また谷村有美の大ファンでもある。

### 『笑点』メンバーとして
同じ『笑点』メンバーの桂宮治とは
- 4人きょうだいの長男であり末っ子
- 抜擢真打
- NHK新人演芸大賞（落語部門）受賞
- 子どもが3人ずつ
- 妻の母親の名前が“かずこ”
- お互いの師匠の本名が“かつみ”春風亭一朝（浮ヶ谷 克美）、桂伸治（板倉 克己）
- それぞれ本名に"とし"が入っている（一之輔の本名は隼一（としかず）、宮治の本名は利之（としゆき））

という共通点があり、桂歌丸と三遊亭小圓遊(小圓遊逝去後は六代目三遊亭円楽)のやりとりを彷彿とさせる罵倒合戦を展開することもしばしばある。
- 大喜利の回答者としては、最晩年まで六代目円楽が多用した政治・世相に言及する回答や、宮治、先輩メンバーの林家たい平と共に司会者の春風亭昇太から次期司会を引き継ぐなど彼が気にしていることをイジっては座布団を没収されたり、家庭内で邪険に扱われていることなどをしばしばネタにする傾向がある。
- 大師匠五代目春風亭柳朝の弟弟子であった三遊亭好楽[13]と、2024年3月まで『笑点』メンバーだった林家木久扇は大叔父弟子にあたる。
- 短い丸刈りの髪型が特徴で、自身の髪型をしばしばネタにしており、客席から笑いが起きた際には「何笑ってんだよ！」と突っ込むのが定番となっている。2023年12月24日放送の大喜利では横向きに撮った写真の正岡子規の真似をして林家たい平に「良いの持ってるなぁ」と感心された。
- おじいさんに扮する問題では、客席に向かって「よしこさん」と呼ぶ。その際にほぼ毎回司会の昇太から「誰、よしこさんって」と突っ込まれる。
- 「大」と言う字を使って四文字熟語を作る問題で「OBの私が代表してお詫び申し上げます」と言い、春風亭昇太の「何ですか？」に「日大問題」と答える等時々母校の日本大学が数々不祥事を起こしている事を嘆いたりしている。

## 主なネタ

### 古典
- 青菜
- 欠伸指南
- 愛宕山
- 意地くらべ
- うどん屋
- 鰻の幇間
- 大山詣り
- 帯久
- 加賀の千代
- 笠碁
- 火事息子
- 蛙茶番
- 癇癪
- 肝潰し
- くしゃみ講釈
- 甲府い
- 子別れ
- 三軒長屋
- 七段目
- 芝浜
- 心眼
- 鈴ヶ森
- 千両蜜柑
- 粗忽の釘
- たちきり
- 茶の湯
- ちりとてちん
- 佃祭
- つるつる
- 天狗裁き
- 天災
- 唐茄子屋政談
- 富久
- 中村仲蔵
- 二番煎じ
- 睨み返し
- 抜け雀
- 猫定
- 猫の災難
- 鼠穴
- 寝床
- 化け物使い
- 初天神
- 花見の仇討
- 浜野矩随
- 百年目
- 普段の袴
- 不動坊
- 船徳
- 文七元結
- へっつい幽霊
- 味噌蔵
- 妾馬
- 百川
- 宿屋の仇討
- 柳田格之進
- 藪入り
- 淀五郎
- らくだ

ほか

#### 廓噺
- 明烏
- 居残り佐平次
- お見立て
- 紺屋高尾
- 五人廻し
- 付き馬
- 突き落とし
- 徳ちゃん
- 二階ぞめき
- 文違い

#### 左甚五郎もの
- 竹の水仙
- 三井の大黒
- ねずみ

### 新作
- 任侠流山動物園(作：三遊亭白鳥)
  - 第二話「掛け取り上野動物園」
  - 第三話「流山の決闘」

### 改作
- 『芝ノ浜由縁初鰹』（『芝浜』の改作）
- 『団子屋政談』（『初天神』の改作）

## 逸話
- 自身の真打昇進をTwitterで知った。落語協会のホームページに掲載された情報をどこの誰か知らない人が呟いていたのを偶然目撃し、夜の仕事で一緒だった師匠の春風亭一朝に尋ねても、一朝も知らないという。落語協会に電話するため一朝が携帯電話を取り出すと充電が切れており、慌てて充電し電源を入れて見ると着信が5、6件あり、全て当時の落語協会会長柳家小三治からの一之輔抜擢真打昇進の連絡であった。最後の方は「一朝さん、いいの?」と言っていたようである[14][15]。
- かつて『笑点』の若手大喜利に出演した際、当時の司会者であった桂歌丸が「ふて腐れてるのかい、この人は」と評したため降板となった（と放送作家から聞いた）ことを、歌丸没後の2022年に桂宮治が『笑点』大喜利レギュラーとなった際の対談で明かしている[16]。
- 『笑点』のレギュラー入りについて、2023年の年明けに内定したことが日本テレビから伝えられたが、レギュラー入りが公表される同年2月5日放送分[17]までは箝口令が敷かれていたこともあり、放送直前まで家族にも伝えなかったという[18][19]。なお、一之輔が出演する『SUNDAY FLICKERS』の構成をする放送作家の小林哲也は『笑点』の構成作家でもある。
- CD『いちのすけ噺 1』収録の『茶の湯』は立川談志の亡くなった2011年11月23日の高座である。お客さんの中に立川談志の訃報を知らない人がいた為、立川談志の事には一切触れていない。
- 古舘伊知郎に「顔面メソポタミア文明」と名付けられて喜び、「誰かWikipedia更新して」と観客に依頼する（2024年10月3日Cotton Club 古舘と客人と）。
- 2024年4月6日の京都市呉竹文化センターでの独演会で、一之輔がまくらで会場楽屋の男性用トイレが和式であることをいじったところ、客席でそれを聞いた落語好きの松井孝治京都市長（当時）が関係部署に指示の上、9月に楽屋用トイレを洋式に改装。市内の公園や学校などのトイレの洋式化を進めるきっかけとなった。一之輔には2025年4月7日の同所での落語会の舞台上で松井から感謝状が贈られ、「京都市トイレ大使」が（洒落で）任命された[20][21][22]。

- とある神戸市で行われた落語会を終えた後、泊まっていたホテルでコンビニで買ったビールを飲んでいたらトイレに行きたくなり、ドアを開けたらトイレではなかった。酔っていた事もあり、間違って廊下に出てしまったのである。当然鍵が掛かり締め出し状態になって部屋に入れなくなった為パンツ一丁であったが、フロントに鍵を開けてもらいに行かなくてはならなくなり、パンツ一丁でフロントに行く羽目になった事がある。

## 出囃子
- 戻り駕籠（2004年 - 2012年） - 二ツ目昇進から真打昇進まで使用[23]。歌舞伎舞踊「戻駕色相肩」で使用される常磐津節「戻駕」[23]
- さつまさ（2012年 - ） - 真打昇進に伴い、大師匠5代目・春風亭柳朝（一之輔の師匠、春風亭一朝の師匠）が使用していた出囃子を譲り受けた[23]。歌舞伎「梅雨小袖昔八丈」（通称「髪結新三」）にて使用される。

## メディア活動

### テレビ出演
- 演芸図鑑（NHK総合）
  - 三遊亭圓歌の演芸図鑑（2011年5月8日）
  - 桂文枝の演芸図鑑（2013年4月21日・2014年8月24日・2015年11月22日）
  - 桂文珍の演芸図鑑（2016年5月15日・2017年6月25日・2020年7月26日）
  - 立川志らくの演芸図鑑（2019年2月3日・2020年2月16日・6月18日）
  - 林家正蔵の演芸図鑑（2019年10月27日・2023年1月29日） - 2019年は「噺家の夢」、2023年は「初天神」を口演
  - 春風亭一之輔の演芸図鑑（2021年1月24日 - 3月7日） - ナビゲーター
- 笑点（日本テレビ）
  - 若手大喜利（2011年6月5日）
  - 真打昇進披露口上（2012年3月18日）
  - 大喜利 - 六代目三遊亭円楽の代役（2022年9月25日）
  - 大喜利 - レギュラー回答者（2023年2月5日 - ）
- 落語者 第50回・51回（2012年3月30日・4月6日、テレビ朝日）
- 柳家喬太郎のようこそ芸賓館（2012年7月10日、BS11）
- 酒とつまみと男と女（2014年4月 - 2015年3月、BSジャパン） - 聞き上手（進行役）[24]
- 噺家が闇夜にコソコソ（2014年4月1日 - 9月23日、フジテレビ）
- ボクらの時代（フジテレビ）
  - 塙宣之×真島昌利×春風亭一之輔（2015年11月29日）
  - 春風亭小朝×林家正蔵×春風亭一之輔（2024年6月16日）
- 超入門!落語 THE MOVIE（NHK総合）
  - 「かぼちゃ屋」（2016年10月19日）
  - 「時そば」（2016年11月9日）
  - 「初天神」（2017年1月4日）
  - 「藪入り」（2017年5月2日）
  - 「尻餅」（2017年12月7日）
  - 「めがね泥」（2018年2月8日）
  - 「ふだんの袴」（2018年3月3日）
  - 「天狗裁き」（2018年9月28日）
  - 「子は鎹」（2023年3月26日）
- プロフェッショナル 仕事の流儀（2017年4月10日、NHK総合）
- たけしのニッポンのミカタ!（2017年7月21日、テレビ東京）
- サンデージャポン（2017年5月14日・6月11日・8月13日、2017年10月15日、TBSテレビ）
- 白の美術館（2017年11月15日・22日、テレビ朝日）
- 落語ディーパー! 〜東出・一之輔の噺のはなし〜（2017年7月31日 - 2020年3月16日、NHKEテレ）[25]
- スッキリ!!（2019年8月21日・2023年2月6日、日本テレビ）
- ポツンと一軒家（2019年9月8日、テレビ朝日）
- グッとラック!（2019年10月30日、TBS）
- グッド!モーニング（2019年8月15日・11月28日・2020年1月9日・4月8日・5月13日・7月15日・8月19日・9月16日・10月14日、2021年1月20日、テレビ朝日）
- なりゆき街道旅（2020年1月5日、フジテレビ）
- 林先生の初耳学（2020年3月1日、TBSテレビ）
- お願い!ランキング（2019年12月5日、2020年4月16日・5月7日、テレビ朝日）
- 語落（2020年6月6日、フジテレビ） - 「芝浜」を口演
- SWITCHインタビュー 達人達（たち）「篠原ともえ×春風亭一之輔」（2021年1月23日、NHKEテレ）
- 柳家喬太郎の笑って免疫力UP!寄席（2021年4月18日、BS11）
- ZIP!（2023年2月6日、日本テレビ）
- ETV特集「魂を継ぐもの〜破滅の無頼派・西村賢太〜」（2023年4月29日、NHKEテレ） - 朗読
- ダウンタウンDX（2023年6月14日・2025年2月6日、日本テレビ）[26][27]
- 踊る!さんま御殿!!（2023年7月11日、日本テレビ）
- 徹子の部屋（2023年11月28日、テレビ朝日）
- 趣味どきっ! 春風亭一之輔の江戸落語入門（2024年10月8日 - 11月26日、NHK Eテレ）[28]
- NHKスペシャル「量子もつれ　アインシュタイン　最後の謎」（2024年12月28日、NHK）- 語り[29]

### テレビドラマ
- ドラマW「水晶の鼓動 警視庁捜査一課十一係」第三話、第四話（2016年11月27日・12月4日、WOWOW） - 警官 役
- ある日、下北沢で（2024年3月17日、TOKYO MX） - 居酒屋店長 役[30]

### ラジオ出演
- SUNDAY FLICKERS（2010年10月3日 - 、JFN）
- たまむすび（TBSラジオ、2015年4月 - 2023年3月） - ゲストとして数回出演。2015年4月からは毎月第4水曜日の週替わりゲストとして、「一之輔の、マクラだけ話します」のコーナーを担当。また2015年6月26日は当時の金曜パーソナリティ・小林悠（当時TBSアナウンサー）が取材により不在のため代理パーソナリティを担当した。
- 菊正宗 ほろよいイブニングトーク（2014年10月 - 2022年3月、ニッポン放送、ナイターオフ限定番組） - 「常連客」（アシスタント）
- 土曜朝イチエンタ。堀尾正明+PLUS!（2016年12月31日、TBSラジオ） - パーソナリティ・堀尾正明が年末休暇時の代理パーソナリティを担当。
- 都市型生活情報ラジオ 興味R（2017年7月24日、TBSラジオ） - 週替わりアシスタント
- 春風亭一之輔のオールナイトニッポンGOLD（2017年12月29日、ニッポン放送）
- ラジオ深夜便「ママ☆深夜便」（2018年5月31日、2018年11月30日、2019年5月31日、2019年11月28日、2020年5月28日、NHK） - コーナーゲスト
- 春風亭一之輔 あなたとハッピー!（2019年4月 - 、ニッポン放送）
- 大竹まこと ゴールデンラジオ（2021年11月10日、文化放送）
- KIKUMASAMUNE SAKENOVA（2022年9月29日 - 、ニッポン放送、ナイターオフ限定番組） - 「店長」（パーソナリティ）[31]
- 上柳昌彦 あさぼらけ（2023年12月11日 - 15日、ニッポン放送） - 「ウルトラヒットの道標〜落語家編〜」コーナーに通しでゲスト出演[32]
- 伊集院光のタネ（2024年6月13日・14日、ニッポン放送） - スペシャルパートナー

### ポッドキャスト
- 大吉ポッドキャスト　いったん、ここにいます！（2023年7月、TBSポッドキャスト）

### 映画
- 二つ目物語（2022年、林家しん平監督、クロスロード） - 評論家の脇寺 役

### 広告
- ユニクロ 「ヒートテック「春風亭一之輔」篇（2014年11月 - 2015年1月）[33]
- パナソニック「リニアシェーバー ラムダッシュ」（2020年11月、web）

### ウェブサイト
- お台場寄席DOUGA（フジテレビ無料動画サイト「見参楽」）
- 春風亭一之輔チャンネル（YouTube）
  - 2020年4月21日から10日間東京・上野の鈴本演芸場でトリを務める予定だったが、新型コロナの影響で4月4日から寄席が休席となり、全国の落語会も軒並み中止となったため、トリとして上がる予定だった時間に合わせ午後8時10分から午後9時まで10日間連続で『春風亭一之輔の10日連続落語生配信』として、落語の生配信を行った。[34]
  - 5月13日、緊急事態宣言の延長を受け、5月21日〜30日まで『春風亭一之輔の10日連続落語生配信 第2幕』を春風亭一之輔チャンネルにて独占配信することを発表した。[35]
  - 寄席鑑賞マナー動画（2023年7月、一般社団法人落語協会youtube)

### コンピューター・ソフトウェア
- いちのすけ亭（iPhone、iPad）
- 春風亭一之輔と山田五郎のタッグ街「上野さんぽ編」「渋谷さんぽ編」（33tab）[36]
- ニッポン放送 ポッドキャスト[37]　原案：ワンダリー (英語版）
  - 「ビジネスウォーズ 任天堂 対 ソニー」
  - 「ビジネスウォーズ ナイキ 対 アディダス」
  - 「ビジネスウォーズ TikTok 対 インスタグラム」
  - 「ビジネスウォーズ コロナワクチン開発戦争」

### CD
- 春風亭一之輔（2011年3月25日、ワザオギ）
  - 『初天神』『青菜』
- 春風亭一之輔 いちのすけ噺 1（2012年4月14日、ワザオギ）
  - 『茶の湯』『粗忽の釘』
- 春風亭一之輔 真打昇進記念（2012年10月17日、夢空間）
  - ディスク 1：「千秋楽口上」『五人廻し』
  - ディスク 2：『あくび指南』『百川』
- 毎日新聞落語会 春風亭一之輔（2012年11月21日、ソニー・ミュージックダイレクト）
  - 『不動坊』『千両みかん』
- 一之輔の、今んところ（2014年6月4日、夢空間）
  - ディスク 1：『お見立て』『短命』
  - ディスク 2：『新聞記事』『富久』
- いちのすけ噺 2（2014年8月3日、ワザオギ）
  - 『普段の袴』『尻餅』『提灯屋』
- ビクター二八落語会 春風亭一之輔（2014年11月19日、ビクターエンタテインメント）
  - 『笠碁』『夏泥』
- 毎日新聞落語会　春風亭一之輔 2（2015年8月12日、ソニー・ミュージックダイレクト）
  - 『子別れ』『堀の内』
- 芝浜とシバハマ（2016年6月22日、ソニー・ミュージックダイレクト）
  - ディスク 1：『芝ノ浜由縁初鰹』『がまの油』
  - ディスク 2：『芝浜』『代脈』
- 今んところ、そのに（2017年5月10日、夢空間）
  - ディスク 1：『時そば』『天狗裁き』
  - ディスク 2：『館林』『らくだ』

### DVD
- 春風亭一之輔 十五夜 DVD BOOK（2019年12月16日、小学館）ISBN 978-4-09480-387-7

『がまの油』『青菜』『文七元結』『時そば』『笠碁』『三軒長屋』『堀の内』『短命』『百年目』『加賀の千代』『茶の湯』『三井の大黒』『かぼちゃ屋』『あくび指南』『睨み返し』『新聞記事』『お見立て』『柳田格之進』『代書屋』『子別れ』『猫の災難』『浮世床』『鼠穴』『文違い』『普段の袴』『藪入り』『心眼』『鈴ヶ森』『千早ふる』『二番煎じ』『寄合酒』『百川』『ねずみ』『徳ちゃん』『五人廻し』『付き馬』『鮑のし』『夢見の八兵衛』『帯久』『初天神』『花見の仇討』『意地くらべ』『代脈』『粗忽の釘』『中村仲蔵』
- 三遊亭天どん 世界初！副音声付落語（2020年2月20日、クエスト） - 副音声による解説に出演

### ミュージックビデオ
- ナオト・インティライミ「LIFE」（2014年） - MV出演・所作指導
- ハイパーヨーヨ
  - 「SHIBAHAMAX〜シバハマだいたいこんなかんじ」（2017年） - プロデュース・声 [38]
  - 「SMK〜サンマは目黒にかぎる（feat.春風亭一之輔）」（2020年） - プロデュース・作詞・出演

## 著書
- 『一之輔、高座に粗忽の釘を打つ』（2012年8月、白夜書房 落語ファン倶楽部新書）ISBN 978-4-86191-913-8
- 『春風亭一之輔　落語のたくり帖―春夏秋冬東京散歩のしおり』（2015年5月、自由国民社、共著：濱田元子）ISBN 978-4-42611-930-0
- 『春風亭一之輔のおもしろ落語入門』（2016年3月、小学館、絵：山口晃）ISBN 978-4-09227-182-1
- 『古典と新作らくご絵本 だんご屋政談』（2016年12月、あかね書房、絵：石井 聖岳、編集：ばば けんいち）ISBN 978-4-25109-509-1
- 『春風亭一之輔の、いちのいちのいち』（2017年3月、小学館、写真：キッチンミノル）ISBN 978-4-09682-238-8
- 『いちのすけのまくら』（2018年1月、朝日新聞出版）ISBN 978-4-02331-653-9
- 『春風亭一之輔 師いわく』（2019年3月、小学館、聞き手：キッチンミノル）ISBN 978-4-09388-674-1
- 『春風亭一之輔のおもしろ落語入門おかわり！』（2019年6月、小学館、絵：山口晃）ISBN 978-4-09227-199-9
- 『まくらが来りて笛を吹く』（2021年1月、朝日新聞出版）ISBN 978-4-02331-928-8
- 『人生のBGMはラジオがちょうどいい』（2021年9月、双葉社）ISBN 978-4-57531-641-4
- 『まくらの森の満開の下』（2023年1月、朝日新聞出版）ISBN 978-4-02-332276-9
- 『ニッポンを楽しむ! 春風亭一之輔の江戸落語入門』（2024年9月、NHK出版）ISBN 978-4142288762

## 関連書籍
- 『落語の人、春風亭一之輔』 中村計（2024年8月、集英社新書） ISBN 978-4087213287
- 『落語家の本音』「東京かわら版」編集部 編（2024年12月、朝日新聞出版）ISBN 978-4022520227

## 弟子

### 二ツ目
- 春風亭㐂いち[39]
- 春風亭与いち
- 春風亭いっ休
- 春風亭貫いち

### 前座
- 春風亭らいち（しゅんぷうてい らいち、1998年7月20日 - ）
  - 本名：佐原拓実（さはら たくみ）、 日本・東京都調布市出身
  - 2023年10月 - 春風亭一之輔に入門
  - 2024年2月 - 前座となる。前座名「らいち」